# Dom von Ivrea

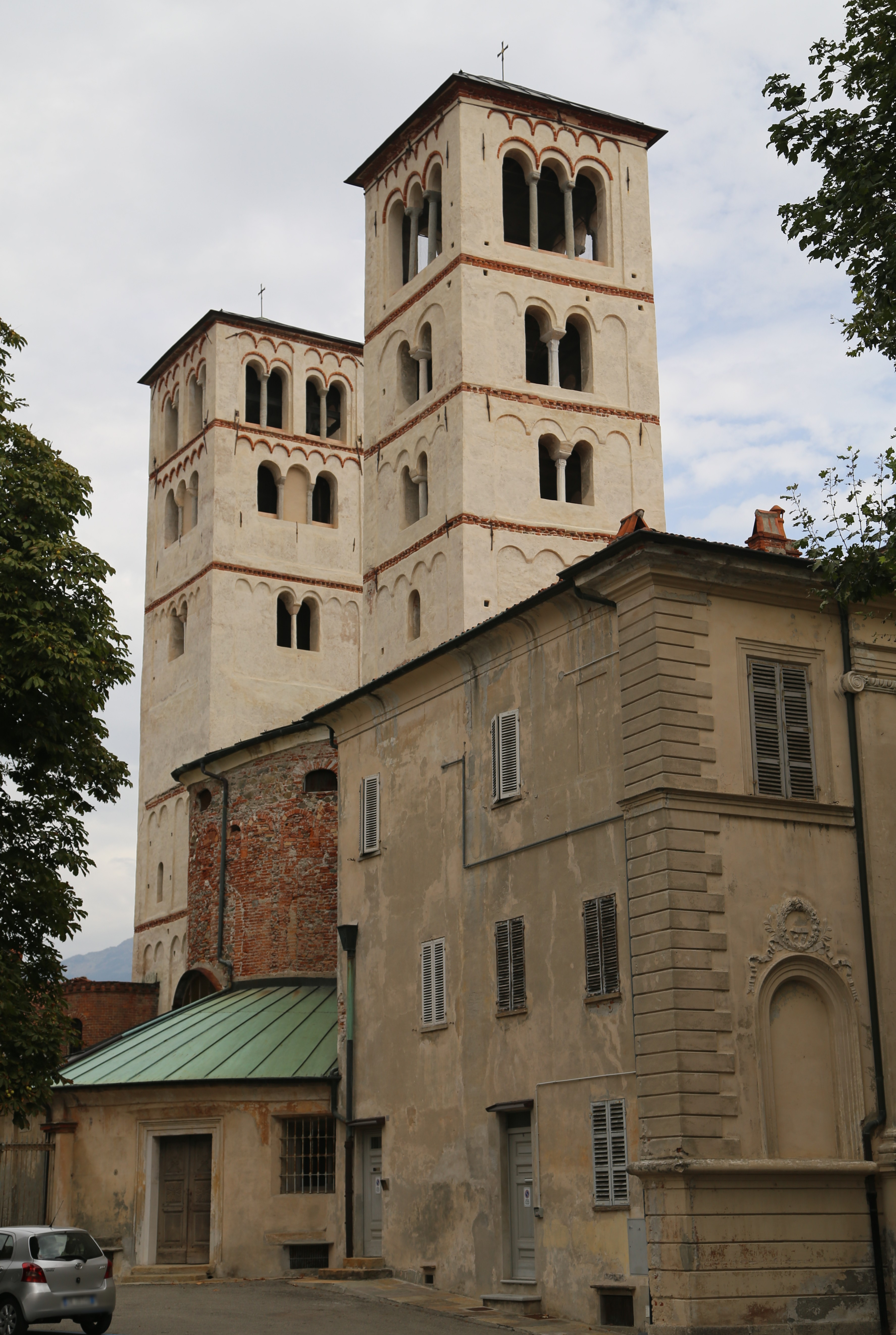
Duomo d’Ivrea, Westapsis, Umgang, Türme

Der Dom von Ivrea, italienisch Duomo d’Ivrea, offiziell Cattedrale di Santa Maria Assunta („Mariä-Himmelfahrt-Kathedrale“), ist schon seit dem frühen Mittelalter die Bischofskirche von Ivrea im italienischen Piemont, heute einer Kommune in der Metropolitanstadt Turin. Die Kathedrale des Bistums Ivrea ist nicht geostet, sondern der Chor liegt am Westende der sich von Ostnordost nach Westsüdwest erstreckenden Gebäudeachse.

## Geschichte
Schon im altrömischen Eporedia stand hier ein Tempel, entweder Apollon oder Jupiter geweiht. Er wurde im 5. oder frühen 6. Jahrhundert zerstört. Die Spuren der auf den Ruinen des Tempels errichteten frühchristlichen Kirche werden entweder als Basilika mit Ostapsis oder als Rundbau interpretiert. Auch ist strittig, ob die Kirche wirklich schon unter byzantinischer Herrschaft (also vor der Landnahme der Langobarden) entstand oder erst unter den Karolingern.
Der heutige Bau entstand im Grundriss zwischen 969 und 1005. Ende des 11. /Anfang des 12. Jahrhunderts wurden die Krypta und der darauf stehende Chor erheblich erweitert, um Neuerungen der Liturgie gerecht zu werden. Starke Schäden durch ein Erdbeben im Jahr 1117 veranlassten erhebliche Erneuerungsmaßnahmen im Lauf des 12. Jahrhunderts. Insbesondere der Umgang der Krypta wurde dabei entscheidend verändert. Auch der Kreuzgang entstand in dieser Zeit.
Ab 1785 wurden große Teile der Kirche durch einen barocken Neubau ersetzt, der 1854 die heutige spätklassizistische Fassade erhielt.

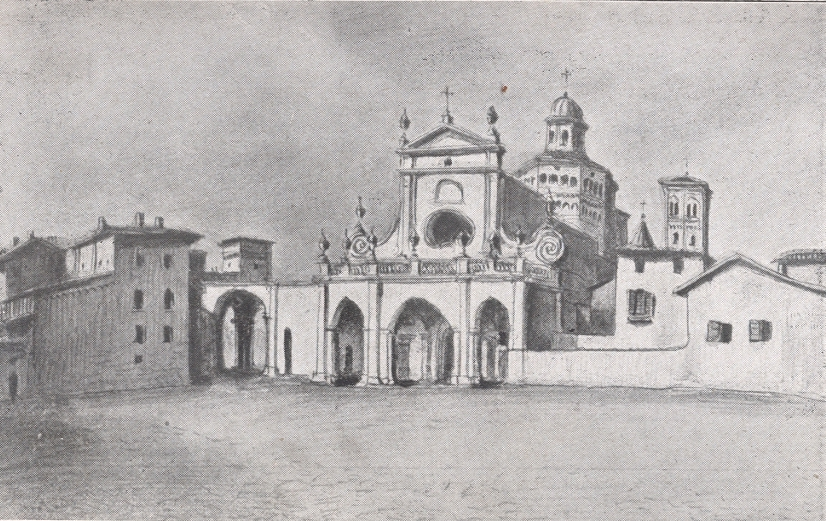
Duomo im frühen 19. Jh. mit barocker Ostfassade
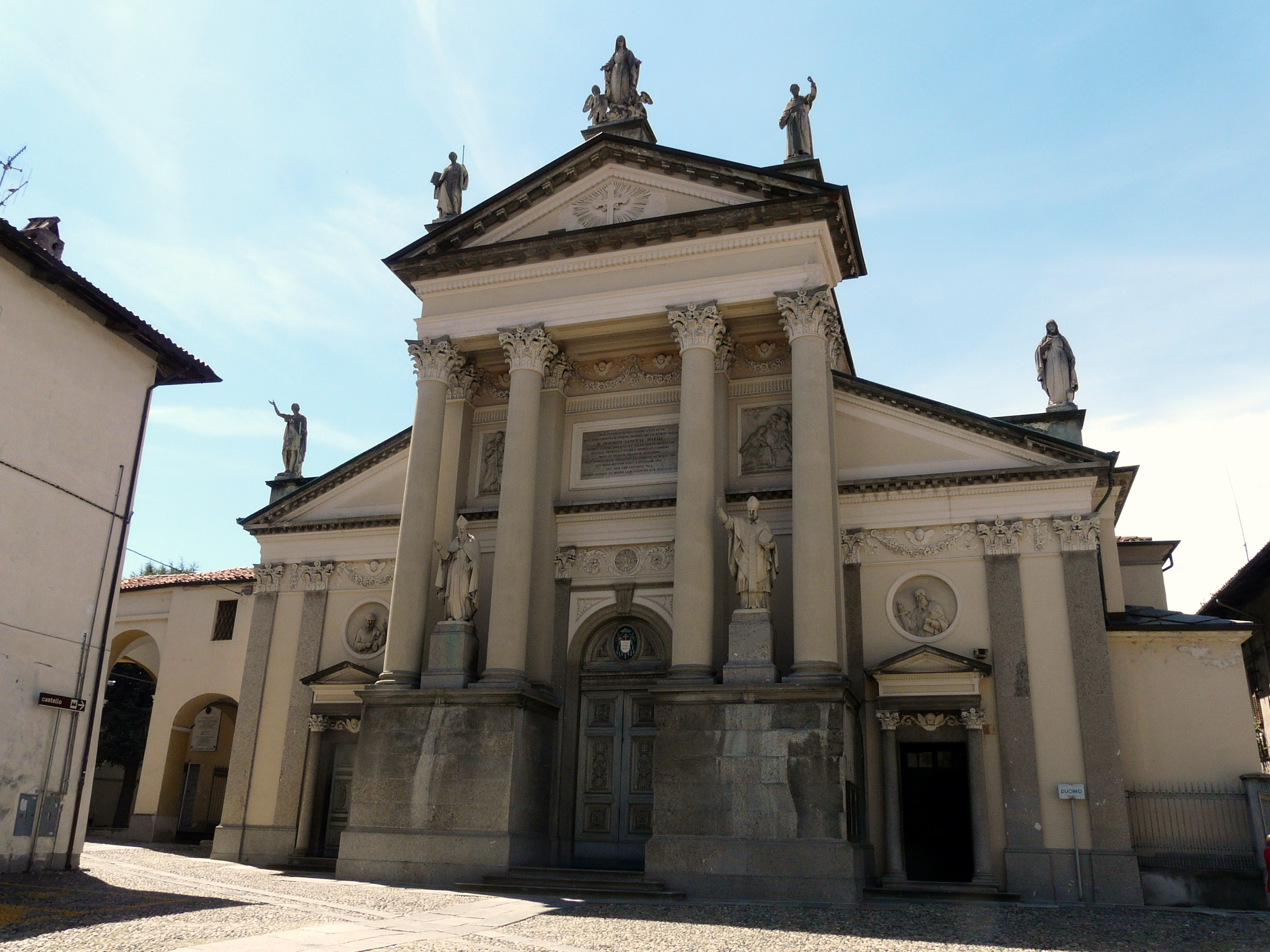
Ostfassade seit 1885

## Bauwerk

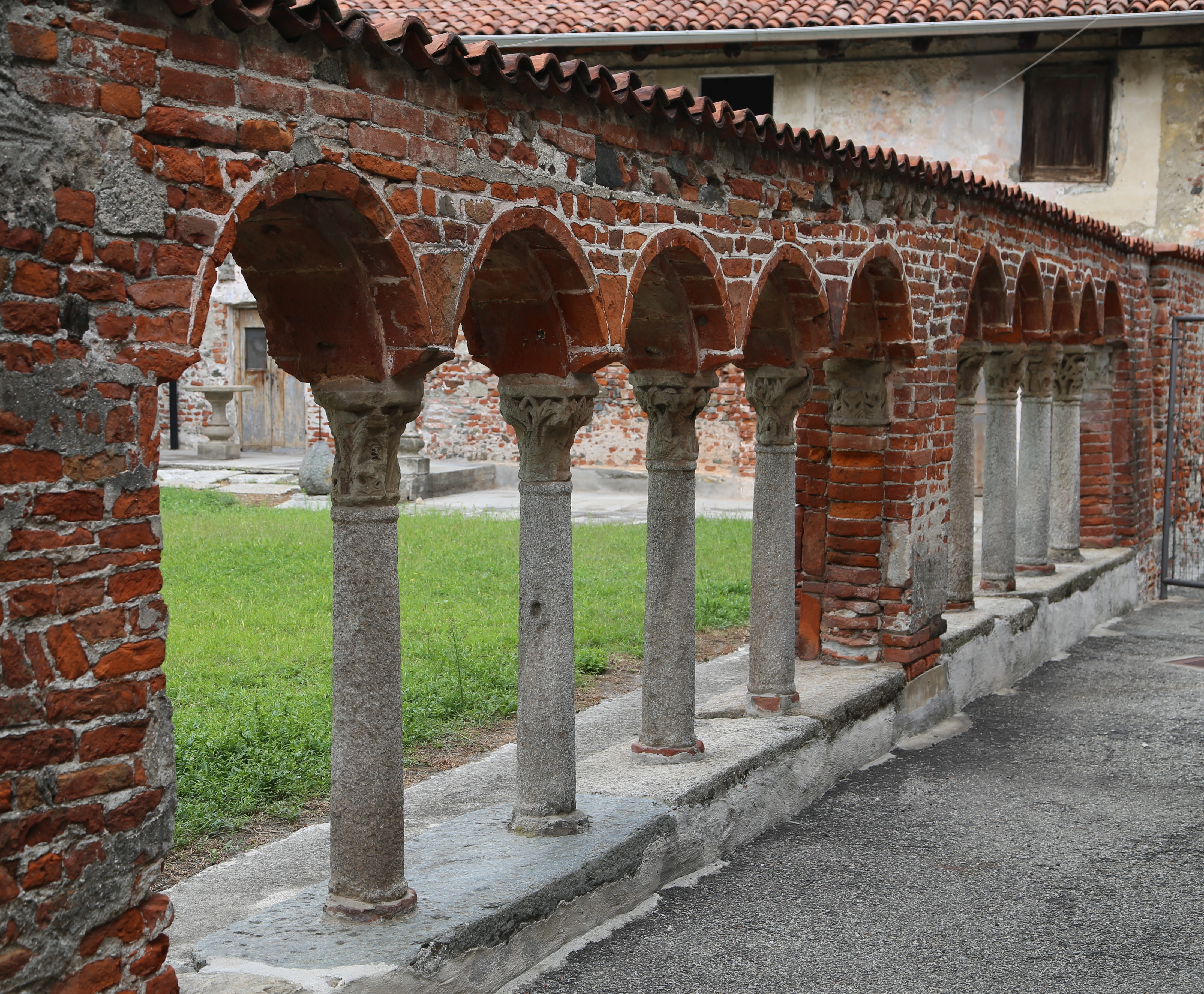
Kreuzgang

Lombardisch und romanisch sind die ausgedehnte Krypta, die Chorflankentürme und die Grundsubstanz des Chors. In diesen Gebäudeteilen gibt es Mauerwerksteile aus Sichtbacksteinen. In den erhaltenen Arkaden des Kreuzgangs sind die Säulen aus Naturstein, aber Bögen und Pfeiler aus Backstein, an empfindlichen Stellen bauzeitlich gebranntem, in Massenmauerwerk wohl auch wiederverwendetem antikem. An den Türmen gibt es Zahnfriese und bogenförmig über die Fenster geführte Friese. Die Gewölbe der Krypta sind allesamt Kreuzgratgewölbe, aber über dem Kryptenaltar an einzelnen Stellen schon spitzbogig.
Das Innere der Kirche ist mit zahlreichen Wandmalereien aus verschiedenen Zeiten geschmückt.

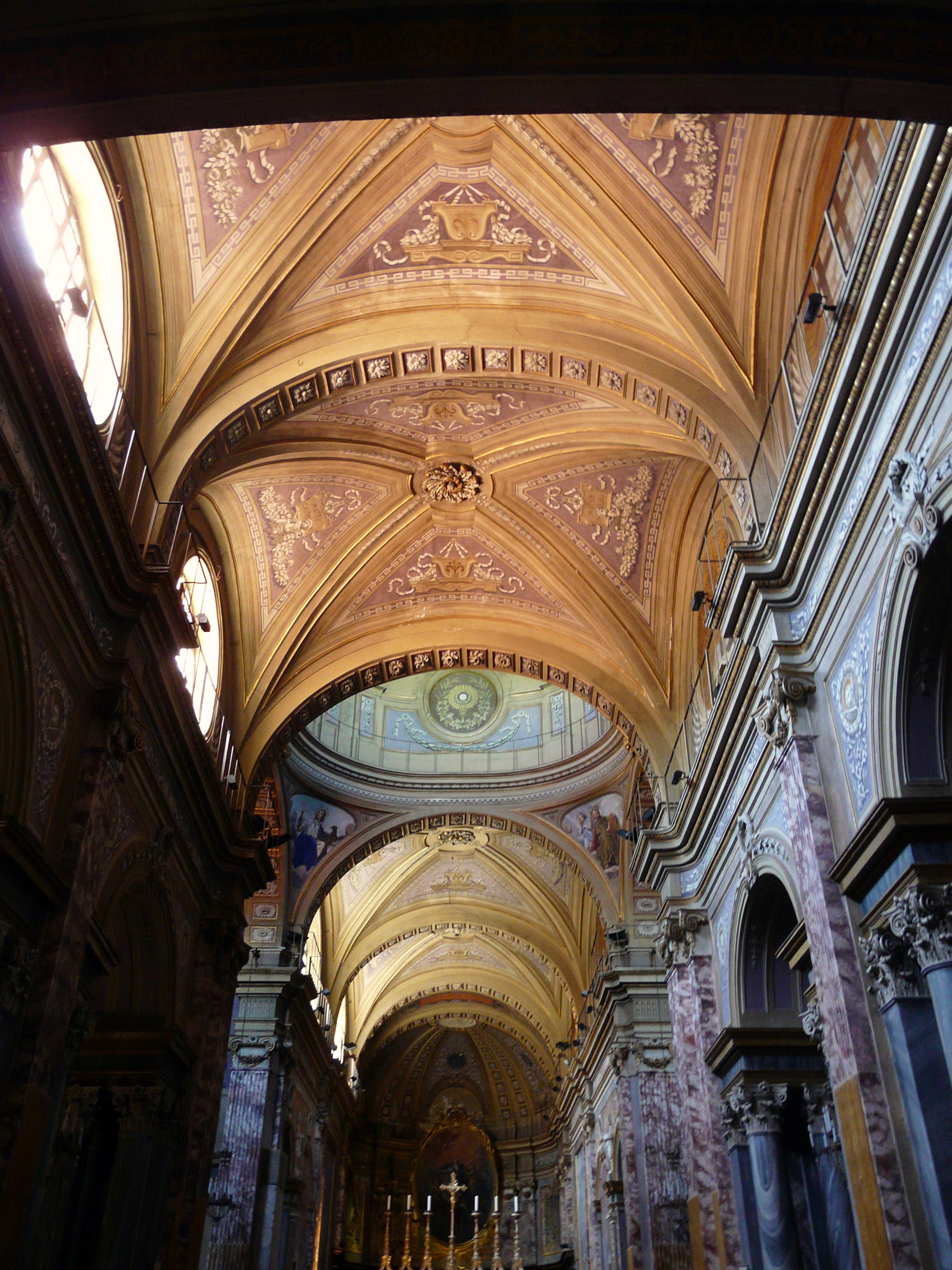
Innenraum und Vierungskuppel, einschl. romanischer Apsis barock umgestaltet
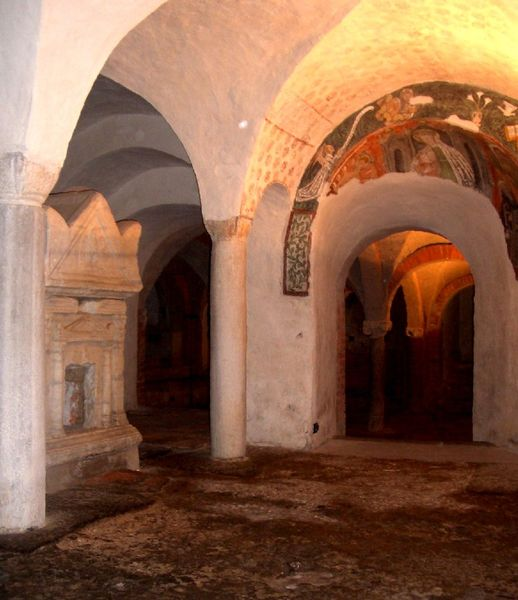
(Vor-)romanische Krypta